# Porsche Tennis Grand Prix 2002
Porsche Tennis Grand Prix 2002 — жіночий тенісний турнір, що проходив на закритих кортах з твердим покриттям Filderstadt Tennis Club у Фільдерштадті (Німеччина). Належав до турнірів 2-ї категорії в рамках Туру WTA 2002. Відбувсь удвадцятьп'яте і тривав з 7 до 13 жовтня 2002 року. Шоста сіяна Кім Клейстерс здобула титул в одиночному розряді й отримала 97 тис. доларів США.

## Фінальна частина

### Одиночний розряд
Кім Клейстерс —  Даніела Гантухова 4–6, 6–3, 6–4
- Для Клейстерс це був 2-й титул в одиночному розряді за рік і 8-й — за кар'єру.

### Парний розряд
Ліндсі Девенпорт /  Ліза Реймонд —  Меган Шонессі /  Паола Суарес 6–2, 6–4

## Розподіл призових грошей
| Дисципліна       | П       | Ф       | ПФ      | ЧФ      | 1/8    | 1/16   |
| Одиночний розряд | $97,000 | $51,500 | $27,500 | $14,725 | $7,850 | $4,200 |